# Jakobstads Svenska Arbetarförening
Jakobstads Svenska Arbetarförening grundades 1903 som en av de första svenskspråkiga socialdemokratiska föreningarna i landet. Man ville arbeta för en förbättring av de vanliga människornas levnadsvillkor. Viktiga målsättningar i det arbetet var den allmänna rösträtten och införandet av 8-timmars arbetsdag. Social rättvisa och jämlikhet i arbetsliv och lönesättning har också varit viktiga rikspolitiska frågor för socialdemokraterna.
1958 lyckades föreningen få sin medlem Georg Eriksson invald i riksdagen som företrädare för de socialdemokratiska väljarna i Österbotten. Han efterträddes så småningom av Bror Lillqvist, som satt i riksdagen 1966-82. Efter honom representerades regionens socialdemokrater av Mats Nyby under fyra riksdagsperioder 1983-1999. 
På det kommunala planet har föreningen varit politiskt aktiv och tillsammans med den finska socialdemokratiska föreningen under olika perioder haft mellan 8 och 15 ledamöter i stadsfullmäktige.